# Fuller, Smith and Turner plc

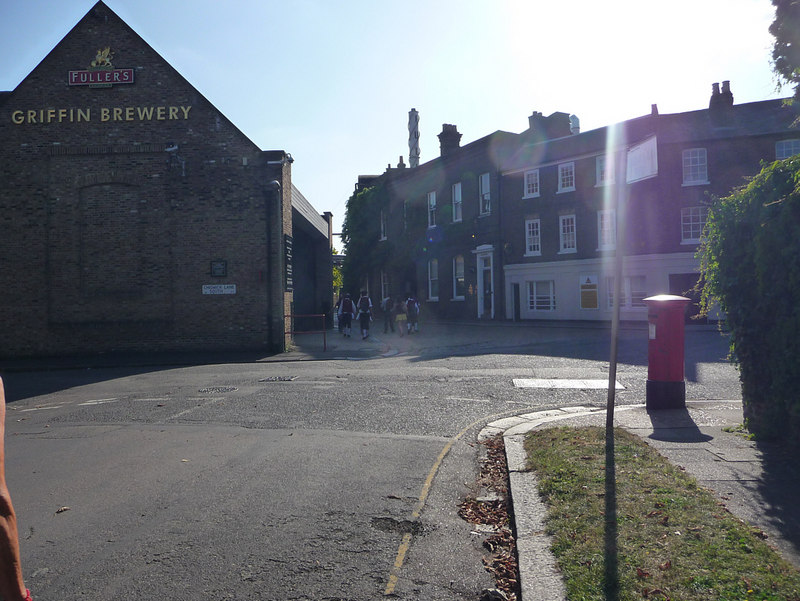
Fullers Griffin Brewery i Chiswick.

Fuller, Smith and Turner plc är ett regionalt familjebryggeri i London, Storbritannien. Företaget grundades 1845. Dess bryggeri, Griffin Brewery i Chiswick invigdes 1816. Bryggeriet producerade 245 000 hektoliter öl år 2014.

## Sortiment

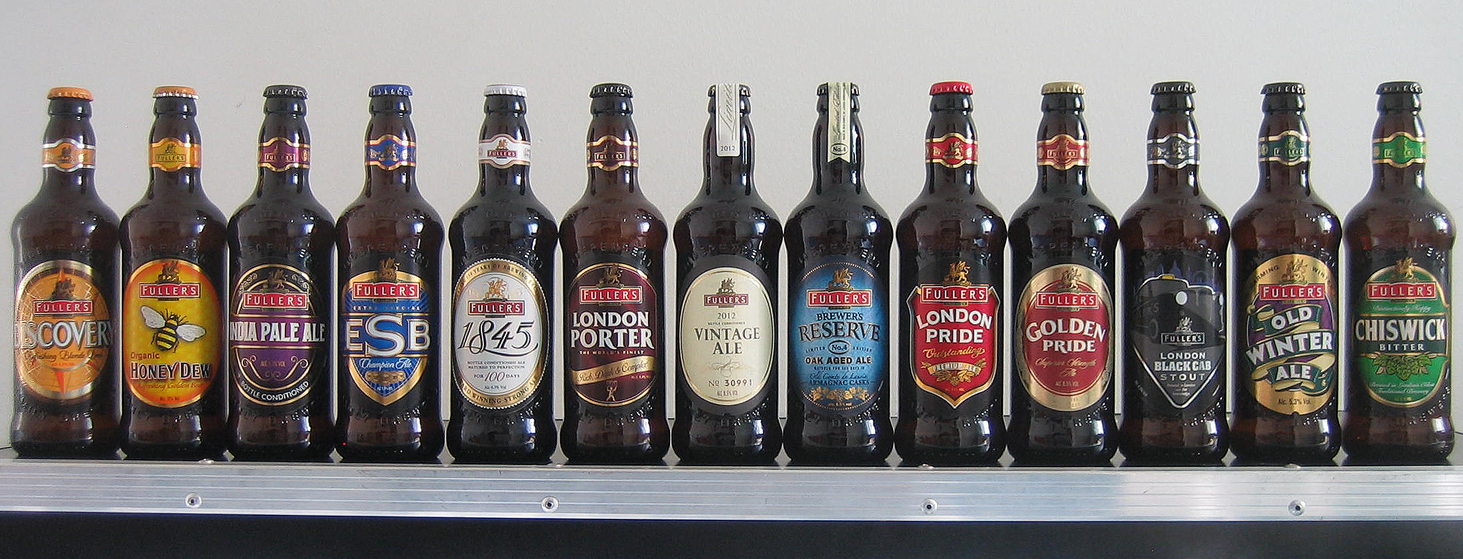
Exempel på de olika ölsorter som bryggs.

Bryggeriet brygger bland annat de prisvinnande ölsorterna London Pride, Chiswick Bitter, ESB och 1845. Bryggeriets öl exporteras till omkring 80 länder värden över. Deras största utlandsmarknad 2014 var Ryssland och Sverige.
Ölsorten London Porter har bland annat vunnit priserna World's Best Standard Porter och Europe's Best Standard Porter vid World Beer Awards, samt Champion Keg of Great Britain.

## Griffin Brewery

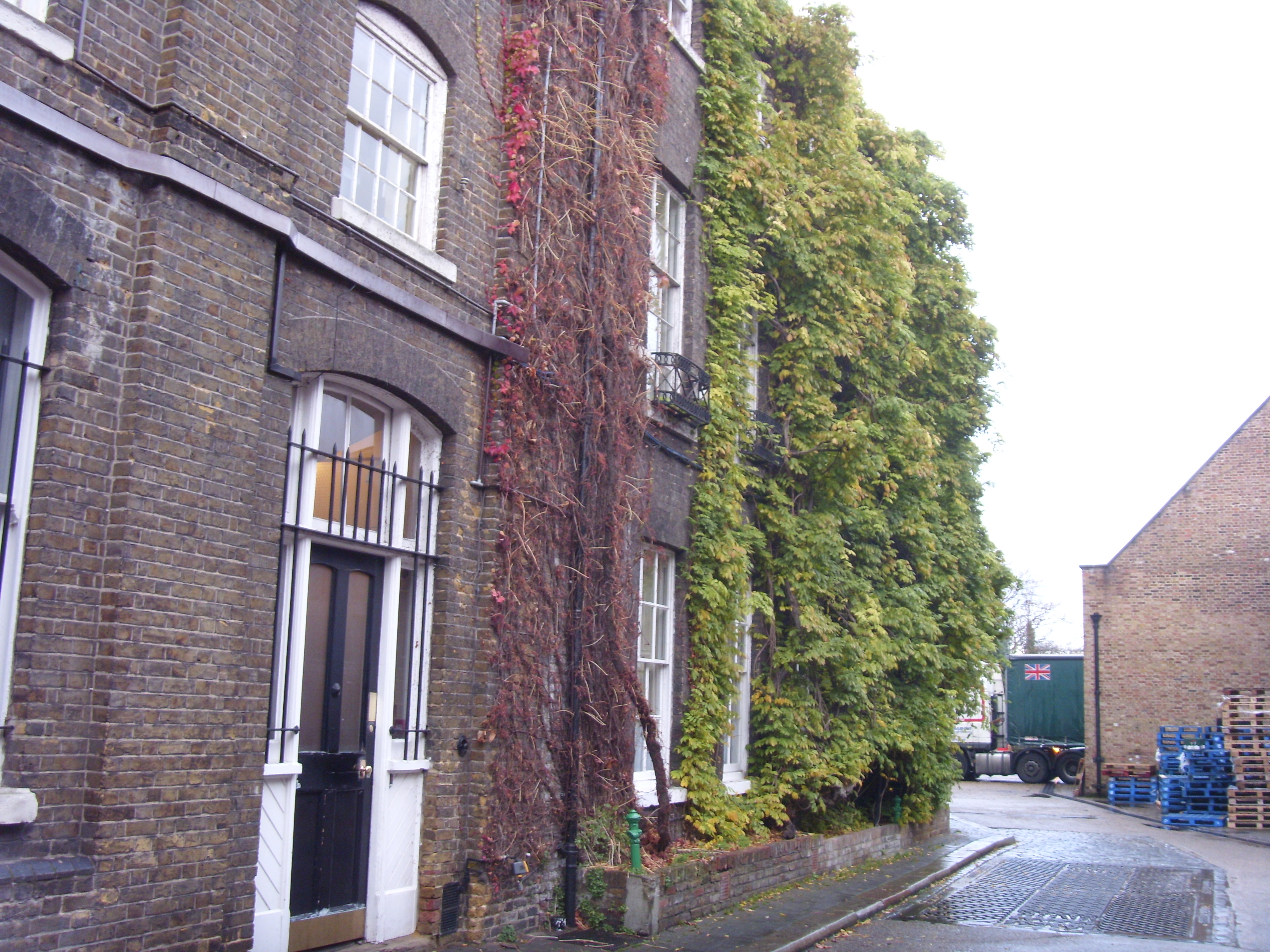
Blåregnsväxten vid Griffin brewery 2008

Den tidigast kända noteringen av Fullers Griffin Brewery i Chiswick dateras till 1816, då en av ägarna, Douglas Thompson, kom över namnet från ett annat bryggeri som gått i konkurs (Meux & Reid) i London. Bryggeriet är förutom sitt breda ölsortiment, känt för att ha den äldsta blåregnsväxten (wisteria) i Storbritannien, planterad 1816. Bryggeriet är även öppet för guidade turer.

## Pubar
Fuller's äger och driver nära 400 pubar, värdshus och hotell i södra England.